# Istmina
Itsmina és un municipi de Colòmbia ubicat al departament del Chocó, fundat el 1834 per Juan Nepomuceno Mosquera, inicialment amb el nom de Sant Pablo, el qual fou canviat el 1903 pel seu nom actual. La seva extensió és de 2.480 quilòmetres quadrats i té una temperatura mitjana de 25.9 °C. Es troba a 75 quilòmetres de la capital del departament, Quibdó, i a 79 metres per damunt del nivell del mar.

## Toponímia
El mot Istmina es forma per la contracció dels mots Istmo i Mina, dues característiques de la zona on fou fundada.